# Heuilley-le-Grand
Heuilley-le-Grand è un comune francese di 206 abitanti situato nel dipartimento dell'Alta Marna nella regione del Grand Est.

## Società

### Evoluzione demografica
Abitanti censiti